# Viktor Gostiša
Viktor Gostiša, slovenski rudarski inženir, * 28. september 1883, Idrija, † 27. marec 1952, Ljubljana.

## Življenje in delo
Rodil se je v družini jamskega čuvaja Franca in gospodinje Marije Ane Gostiša rojene Brus. Osnovno šolo je obiskoval v rojstnem kraju, gimnazijo v Ljubljani, kjer je leta 1903 maturiral, ter nadaljeval študij na Montanistični visoki šoli v Příbramu in Leobnu, kjer je 1907 diplomiral. Želja po izpopolnitvi rudarskega znanja ga je že proti koncu študija peljala v rudnik cinabarita  Monte Amiata v Toskani, kamor ga je povabil v Idriji znani rudarski strokovnjak Vincec Špirek. Po končanem študiju je leta 1907 nastopil prvo službo pri upravi železarne in rudnika železovih rudnin v Varešu (Bosna in Hercegovina).  Kasneje je služboval še v Ljubiji, Kaknju (Bosna in Hercegovina) in Velenju. V pogajanjih za povračilo vojne škode po 1. svetovni vojni z Nemčijo je bil delegat vlade Kraljevina Srbov, Hrvatov in Slovencev. Leta 1925 je bil imenovan za izrednega, 1927 pa rednega profesorja na rudarskem oddelku Tehniške fakultete v Ljubljani. V študijskem letu 1928/29 je bil dekan. Tu je leta 1932 opremil laboratorij za bogatenje mineralnih surovin in bil med prvimi v Sloveniji, ki so to raziskovali. Objavil je 17 znanstvenih razprav in številne članke v strokovni literaturi. V letih 1929-1930 je kot generalni direktor za rudarstvo vodil celotno rudarstvo Kraljevine Jugoslavije ter bil prvi predsednik Društva rudarskih in metalurških inženirjev Jugoslavije.